# Elitserien i handboll för damer 1993/1994
Elitserien i handboll för damer 1993/1994 spelades som grundserie och vanns av Sävsjö HK, och som fortsättningsserie, vilken också den vanns av Sävsjö HK. Sävsjö HK vann dock det svenska mästerskapet efter slutspel.

## Sluttabell[1]

### Grundserien
| Nr | Lag                   | Matcher | Vinst | Oavgjort | Förlust | +/-     | Poäng |
| -- | --------------------- | ------- | ----- | -------- | ------- | ------- | ----- |
| 1  | Sävsjö HK             | 13      | 9     | 0        | 4       | 286-234 | 18    |
| 2  | Spårvägens HF         | 13      | 9     | 0        | 4       | 249-214 | 18    |
| 3  | Skånela IF            | 13      | 8     | 0        | 5       | 273-251 | 16    |
| 4  | Irsta HF              | 13      | 8     | 0        | 5       | 273-257 | 16    |
| 5  | IK Sävehof            | 13      | 7     | 0        | 6       | 283-262 | 14    |
| 6  | Skuru IK              | 13      | 7     | 0        | 6       | 240-228 | 14    |
| 7  | HP Warta              | 13      | 6     | 1        | 6       | 256-260 | 13    |
| 8  | Tyresö HF             | 13      | 5     | 0        | 8       | 230-264 | 10    |
| 9  | Skara HF              | 13      | 4     | 1        | 8       | 240-283 | 9     |
| 10 | Stockholmspolisens IF | 13      | 1     | 0        | 12      | 223-300 | 2     |

### Fortsättningsserien[1]
| Nr | Lag           | Matcher | Vinst | Oavgjort | Förlust | +/-     | Poäng |
| -- | ------------- | ------- | ----- | -------- | ------- | ------- | ----- |
| 1  | Sävsjö HK     | 27      | 18    | 0        | 9       | 554-479 | 36    |
| 2  | Irsta HF      | 27      | 17    | 0        | 10      | 565-503 | 34    |
| 3  | Skånela IF    | 27      | 17    | 0        | 10      | 536-495 | 34    |
| 4  | IK Sävehof    | 27      | 16    | 1        | 10      | 560-511 | 33    |
| 5  | Spårvägens HF | 27      | 15    | 1        | 11      | 479-462 | 31    |
| 6  | HP Warta      | 27      | 12    | 2        | 13      | 529-532 | 26    |
| 7  | Skuru IK      | 27      | 10    | 2        | 15      | 485-512 | 22    |
| 8  | Tyresö HF     | 27      | 7     | 1        | 19      | 475-569 | 15    |

## Slutspel om svenska mästerskapet[1]

### Kvartsfinaler: bäst av tre
- ?? 1994: Skånela IF-HP Warta 27-18, 19-14 (Skånela IF vidare med 2-0 i matcher)
- ?? 1994: IK Sävehof-Spårvägens HF 16-18, 18-17, 20-17 (IK Sävehof vidare med 2-1 i matcher)

### Semifinaler: bäst av tre
- ?? 1994: Sävsjö HK-IK Sävehof 23-17, 20-17 (Sävsjö HK vidare med 2-0 i matcher)
- ?? 1994: Irsta HF-Skånela IF 21-17, 13-22, 19-22 (Skånela IF vidare med 2-1 i matcher)

### Finaler: bäst av fem
- ?? 1994:  Sävsjö HK - Skånela IF 17-12, 24-20, 14-13 (Sävsjö HK svenska mästarinnor med 3-0 i matcher)

## Skytteligan
- Åsa Eriksson, Sävsjö HK - 27 matcher, 192 mål[2]

### Fotnoter
1. 1 2 3   Handbollboken 1994/95. 1994. sid. 244
2. ↑  ”Skyttedrottningar 1984–2012”. Svenska Handbollsförbundet. 2011 – 2012. Arkiverad från originalet den 21 april 2013. https://web.archive.org/web/20130421230635/http://www.svenskhandboll.se/ImageVaultFiles/id_2945/cf_31/Elit_Damer_Skyttedrottningar.PDF. Läst 29 juni 2014.